# Alexander Zabara
Alexander Zabara, rusky Александр Забара (* 12. dubna 1976), je ruský fotograf a učitel na Moskevské akademii fotografie. Specializuje se na krajinu, tanec a život ve městě.

## Galerie

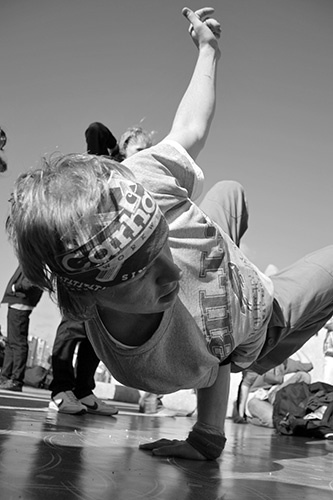
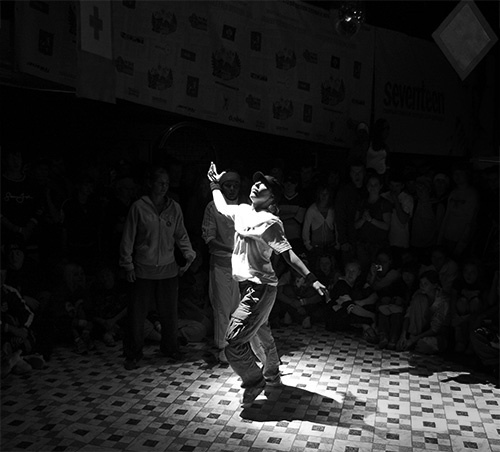
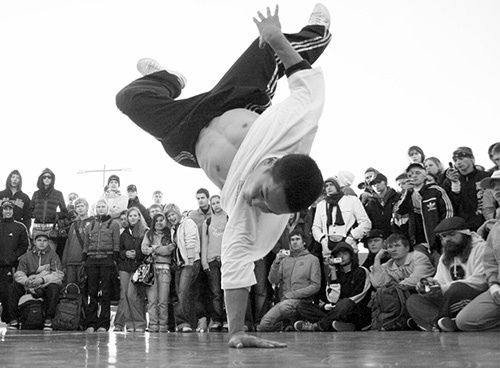
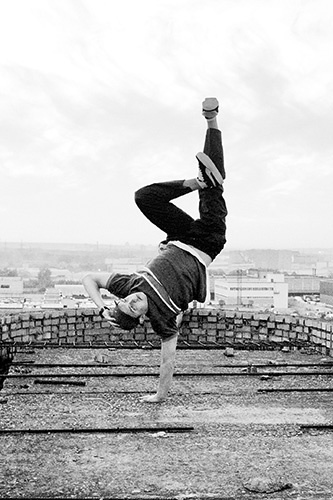
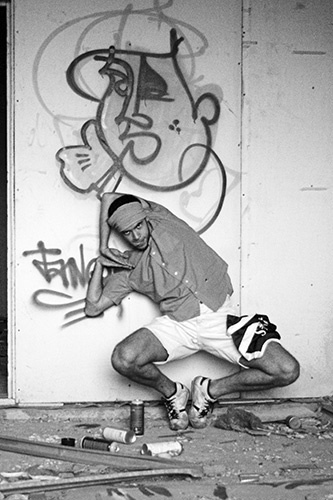
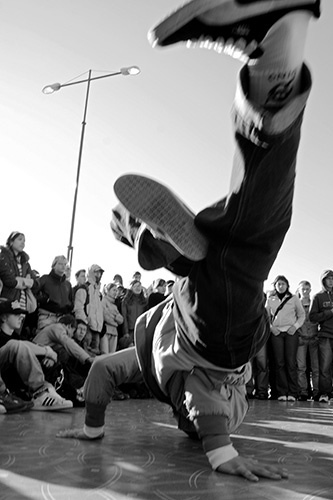
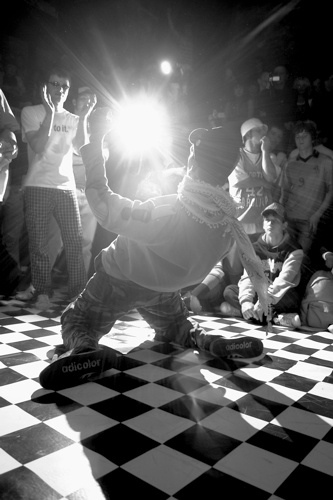